# لینوس گردمان
لینوس گردمان (آلمانی: Linus Gerdemann؛ زادهٔ ۱۶ سپتامبر ۱۹۸۲) دوچرخه‌سوار اهل آلمان است.
از باشگاه‌هایی که در آن رکاب زده‌است می‌توان به تیم دوچرخه‌سواری اشتاتینگ سرویس گروپ، تیم دوچرخه‌سواری کولت انرژی، تیم دایمنشن دیتا، تیم ترک-سگافردو، تیم میلرام، اچ‌تی‌سی-هایرود و تیم تینکوف اشاره کرد.